# Jones Ridge
Jones Ridge är en bergstopp i Antarktis. Den ligger i Östantarktis. Australien gör anspråk på området. Toppen på Jones Ridge är 147 meter över havet.
Terrängen runt Jones Ridge är platt åt nordväst, men åt sydost är den kuperad. Trakten är obefolkad. Det finns inga samhällen i närheten.